# Henrik Skadelår
Henrik Skadelår (* um 1090; † 4. Juni 1134 in der Schlacht von Fodevig, Schonen) war ein dänischer Prinz. Sein Beiname bedeutet, dass er einen verkrüppelten Oberschenkel hatte (Skade = Schaden; lår = Oberschenkel).

## Leben
Sei Vater war Svend († 1104), sechster von sieben Söhnen des dänischen Königs Sven Estridsson. 
Er wird als einer geschildert, den seine Verkrüppelung verbittert hat und der sich immer benachteiligt fühlte. Margarethe Fredkulla, die Frau von König Nils, versuchte, durch Heiratspolitik den Frieden zu sichern, und so auch Henrik einzubinden. Sie verheiratete ihn mit ihrer Nichte Ingrid Ragnvaldsdatter und gleichzeitig ihre Nichte Ingeborg mit Knud Lavard. Sie legte großes Gewicht auf diese Verbindungen und steuerte die beiden Bräute mit einem Viertel ihrer schwedischen Besitzungen, die sie von ihrem Vater hatte, aus. So kam Henrik zu Besitzungen in Schweden. Sie wurden für seinen Sohn Magnus Henriksson zum Ausgangspunkt seines Strebens nach der schwedischen Krone. Auch in Dänemark verfügte Henrik über umfangreiche Ländereien.
Er war ein Feind seines Vetters Knud Lavard, dem er dessen Macht und Ansehen missgönnte. Seine Frau flüchtete mit einem Liebhaber, und er musste sie in Ålborg aufgreifen und zurückholen. An dieser Kränkung gab er Knud die Schuld. Er bestimmte König Nils, Knud zu einem Treffen nach Ribe zu laden, damit dieser dort zum Vorwurf, er schade dem König und dem Reich, Stellung nehmen solle. Das lehnte Knud ab. So versuchte Henrik weiterhin, den König gegen Knud einzunehmen. Henrik war der eigentliche Urheber einer Verschwörung gegen Knud und war auch die treibende Kraft bei den Beratungen. Er bestimmte Magnus Nilsson zum Meuchelmord. Dieser fand am 7. Januar 1131 im Wald von Haraldsted statt, nachdem Knud mit List und unter einem Vorwand dorthin gelockt worden war. Nun war der König gezwungen, seinen Sohn wegen des Meuchelmordes des Landes zu verweisen. Doch Henrik und viele andere konnten den König dazu bewegen, seinen Sohn zurückzuholen. Die Folge davon war ein heftiger Bürgerkrieg, in dem Erik II. gegen König Nils und dessen Sohn Magnus Partei ergriff. Während dieser Gewaltausbrüche hoffte Henrik, den Königsnamen erringen zu können. Aber in der Entscheidungsschlacht bei Fodevig am 4. Juni 1134, eine der großen Schlachten des frühen Mittelalters, fielen sowohl er als auch Magnus und eine große Zahl ihrer Anhänger. König Nils floh nach Schleswig, wo die Einwohner den Tod Knud Lavards an ihm rächten und ihn töteten.
Henrik hinterließ die Söhne
- Magnus
- Ragnald
- Knud
- Buris